# Nezula grisea
Nezula grisea là một loài bướm đêm thuộc phân họ Arctiinae, họ Erebidae.